# زید (خوسف)
زید یک روستا در ایران است که در دهستان قلعه زری شهرستان خوسف واقع شده‌است. زید ۲۹ نفر جمعیت دارد.